# Protaetia marmorata
Protaetia marmorata es una especie de escarabajo del género Protaetia, familia Scarabaeidae. Fue descrita científicamente por Fabricius en 1792.
Habita en Francia, Suecia, Rusia, Suiza, Alemania, Finlandia, Noruega, Austria, Japón, Estonia, Corea, Ucrania, Polonia, Lituania, Checa, Italia, Bielorrusia, Azerbaiyán y Letonia.